# Piłka nożna siedmioosobowa na Letnich Igrzyskach Paraolimpijskich 2012
Piłka nożna siedmioosobowa na Letnich Igrzyskach Paraolimpijskich 2012 w Londynie rozgrywana była między 1 – 9 września, na stadionie Riverbank Arena.

## Kwalifikacje
Do igrzysk zakwalifikowało się 8 drużyn. Wszystkie do turnieju mężczyzn.

## Medaliści
| Konkurencja                  | Złoto | Srebro  | Brąz |
| Turniej mężczyzn (szczegóły) | Rosja | Ukraina | Iran |

## Tabela medalowa
| Miejsce | Państwo | Złoto | Srebro | Brąz | Razem |
| ------- | ------- | ----- | ------ | ---- | ----- |
| 1.      | Rosja   | 1     | 0      | 0    | 1     |
| 2.      | Ukraina | 0     | 1      | 0    | 1     |
| 3.      | Iran    | 0     | 0      | 1    | 1     |